# Bodo Kirchhoff

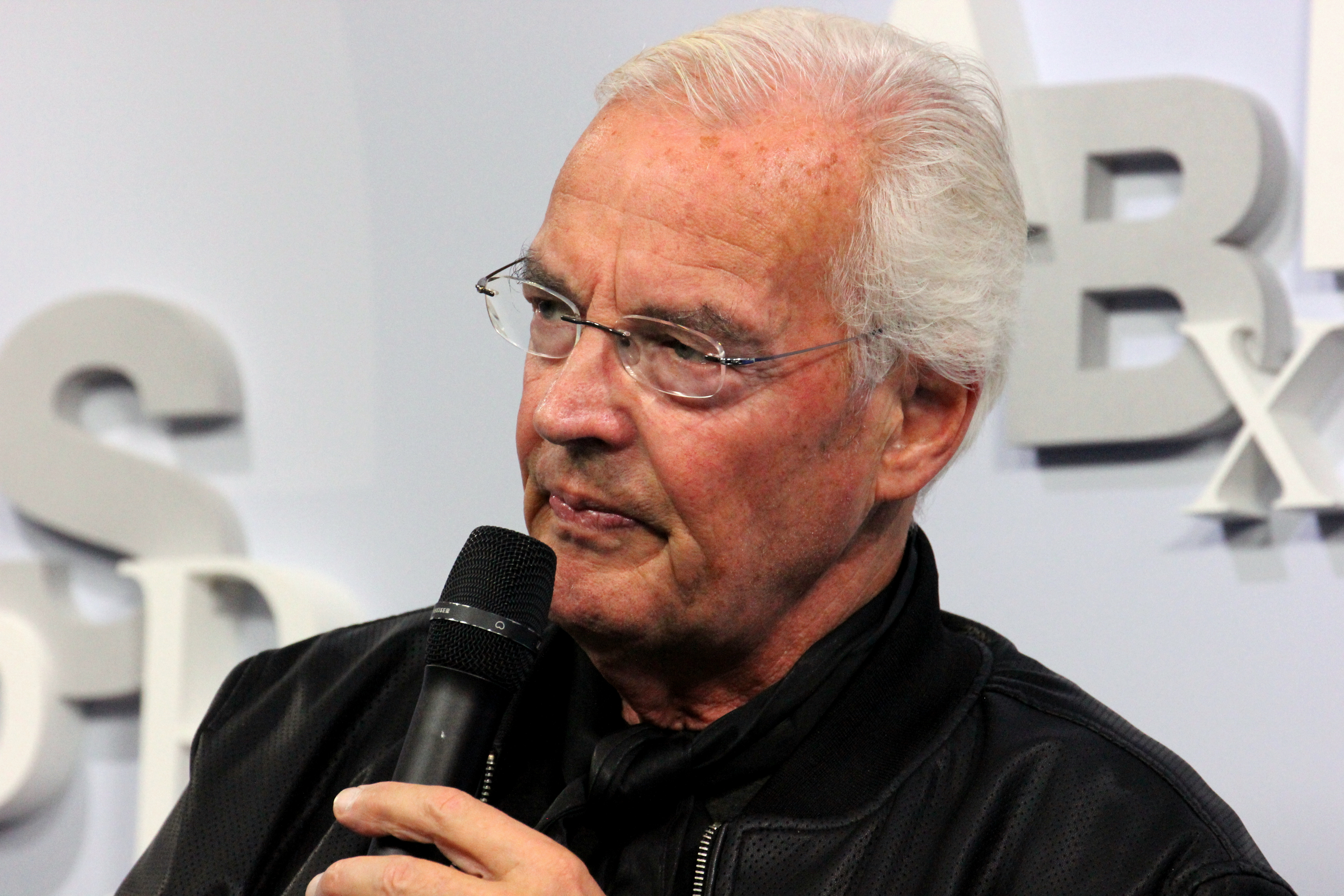
Bodo Kirchhoff

Bodo Kirchhoff född 6 juli 1948 i Hamburg, är en tysk författare och dramatiker.
Kirchhoff studerade pedagogik och psykologi i Frankfurt am Main och är filosofie doktor.
Hans roman Widerfahrnis tilldelades Tyska bokpriset 2016.